# ليلا حدب
ليلا حدب (من مواليد 13 مايو 1999) هي لاعبة مضرب مغربية.
لديها شهادة مهنية عالية في مضاعفات اتحاد لاعبي التنس المحترفين، حيث تم تحقيق 1097 في 26 سبتمبر 2016.
حققت أول ظهور لسحب WTA في سباق Grand Prix SAR لعام 2017، La Princesse Lalla Meryem في قرعة الزوجي.

## روابط خارجية
- ليلا حدب على موقع رابطة محترفات التنس (الإنجليزية)
- ليلا حدب على موقع الاتحاد الدولي لكرة المضرب (الإنجليزية)
- ليلا حدب على موقع خلاصة التنس.كوم (الإنجليزية)